# Veïnat dels Boscos
Veïnat dels Boscos – miejscowość w Hiszpanii, w Katalonii, w prowincji Girona, w comarce Gironès, w gminie Sant Andreu Salou.
Według danych INE z 2005 roku miejscowość zamieszkiwało 48 osób.